# Durio graveolens
Durian rouge
Espèce
Classification phylogénétique
Durio graveolens, appelé communément durian rouge, est une espèce du genre Durio, famille des Malvaceae.

## Description
D. graveolens est un grand arbre qui partage de nombreuses caractéristiques avec Durio dulcis. Il habite la canopée supérieure, atteignant 50 m de hauteur. Le tronc mesure 85 à 100 cm de diamètre à hauteur de poitrine et ne peut pas avoir de branches jusqu’à environ 25 m de hauteur. Le tronc est lisse ou floconneux, gris, mauve à brun rougeâtre avec des racines contreforts raides. Les contreforts atteignent 3 m et s’étendent sur 1,5 m.
Les feuilles oblongues mesurent 10 à 26 cm de long sans pétiole et de 4 à 10 cm de large. Elles sont parfaitement arrondis aux deux extrémités, rigides et légèrement coriaces. Au dessus, elles sont glabres et craquants, presque raides. En dessous, les feuilles sont brun cuivré et lépidote (squameuses), avec de grandes écailles atteignant 2 mm de diamètre, peu perceptibles, du moins lorsqu'elles sont sèches. Les écailles des feuilles sont peltées (en forme de bouclier), rayonnantes ciliées (frangées) et profondément lobées en trois à cinq parties. En plus des écailles, les longues mèches de poils étoilés et d’autres trichomes de tailles variables forment une surface tomenteuse douce. La nervure centrale des feuilles est très saillante sur la face inférieure et forme un pli sur le dessus. Les stipules de la feuille sont caduques. Les feuilles ont 10 à 12 nervures latérales par côté (certaines plus petites étant mélangées), minuscules et superficielles au-dessus et plus distinctes, mais toujours à peine visibles. Le pétiole est très large, long de 15 à 18 mm et tumescent à partir du milieu vers le haut.
Les fleurs poussent sur les branches sur des cymes courtes et un calice fin. La base ressemble à un sac avec trois à cinq lobes connés. La fleur a des pétales blancs spatulés (en forme de cuillère) mesurant de 25 à 35 mm de long. À l’intérieur se trouvent cinq faisceaux séparés de staminodes et d’étamines, fusionnés sur moins de la moitié de leur longueur. L'anthère a de petites grappes de quatre ou cinq locules de pollen allongées qui s'ouvrent avec des fentes longitudinales. Les ovaires sont ovoïdes à globuleux et possèdent un stigmate à capitule jaune (en forme de tête d'épingle) et de style blanc à verdâtre d'environ 48 mm. Le pollen est psilaté (relativement lisse), sphéroïdal et mesure 54 μm de diamètre. Il a trois ouvertures colporées (pores et colpus/sillons) et est monade (grains solitaires).
Les fruits ovoïdes à globuleux atteignent un diamètre allant de 10 à 15 cm et pèsent environ 757,5 grammes. L'extérieur verdâtre à jaune orangé est densément couvert d'épines anguleuses-subulées longues (1 cm) et fines, droites ou légèrement incurvées, et piquantes mais légèrement molles. Le fruit se casse facilement en cinq valves fibreuses coriaces avec des parois de 5 à 6 mm. Généralement, le fruit s'ouvre sur l'arbre, mais certaines variétés ne le font pas tant qu'elles ne sont pas au sol ou qu'elles ne sont pas récoltées. Il y a 2 graines bulbeuses ou en forme de châtaignier par section, chacune étant complètement enveloppée d'arille charnu. Ces graines marron brillant mesurent 2 cm × 4 cm. L'arille piquant est la partie consommée comme nourriture. Sa couleur varie du jaune clair à l'orange et au rouge foncé.

## Distribution
Durio graveolens se trouve dans la Malaisie péninsulaire (états de Johor, Kedah, Kelantan, Malacca, Penang, Perak, Selangor et Terengganu), Bornéo, Sumatra, Palawan et la Thaïlande du Sud. Elle est cultivée au Brunei, au Sarawak, au Sabah et dans le Territoire du Nord en Australie.
Elle est parfois cultivée en dehors des tropiques.
Durio graveolens est une espèce de plante tropicale qui a besoin de chaleur et d'humidité élevées. On la trouve généralement sur les sols argileux des forêts humides de diptérocarpes des basses terres, souvent le long des rives et des marécages. En raison de sa tolérance aux habitats humides, il est probablement résistant à l’infection par l'oomycète Phytophthora palmivora. On peut également le trouver sur les collines et les crêtes de schiste jusqu’à 1 000 m d’altitude.

## Écologie
Durio graveolens est pollinisée par des chauve-souris. On pense probablement à Eonycteris spelaea. Du pollen fut trouvé dans les matières fécales d’Eonycteris spelaea et peut-être aussi dans celles de la chauve-souris Macroglossus sobrinus.
Après la récolte, le fruit peut être attaqué par les champignons tels que Lasiodiplodia theobromae, Glomerella cingulata, Geotrichum candidum, Calonectria kyotensis, et parfois Gliocephalotrichum bulbilium. L’infection fongique secondaire ou opportuniste peut provenir d’espèces telles que Aspergillus niger et d'autres Aspergillus spp., Candida spp., Gibberella intricans et Penicillium.
Le fruit est consommé par l'orang-outan de Bornéo, l'écureuil de Prévost, le macaque crabier, le calao charbonnier, possiblement les viverridés et l'ours malais. Les calaos noirs dispersent les graines.

## Chimie
Les acides gras sont saturés à 30% et insaturés à 70%. Les acides gras saturés sont l'acide tétradécanoïque (14.49%), l'acide arachidique (7.08%), l'acide pentadécylique (3.61%), l'acide margarique (2.2%), l'acide décanoïque (1.62%) et l'acide laurique (1.31%). Les acides gras insaturés sont l'acide oléique (22.18%), l'acide palmitoléique (13.55%), l'acide linolélaïdique (12.39%), l'acide gamma-linolénique (12.23%), l'acide linoléique (4.95%), l'acide élaïdique (2.50%) et l'acide myristoléique (1.89%).

## Usage
La pulpe du fruit est typiquement consommée crue et a le parfum des amandes grillées ou du caramel brûlé. Le goût est décrit comme doux ou similaire à celui d'un avocat ou d'un fromage pimenté. Parfois, il est fermenté dans le condiment tempoyak. Le type à chair rouge est utilisé avec les poissons d'eau douce pour faire un sayur, une soupe de la cuisine indonésienne.
Les graines peuvent également être moulues en farine (tepung biji durian dalit), qui peut ensuite être utilisée pour fabriquer par exemple des craquelins de poisson.
L'arbre est également récolté pour le bois d'œuvre au Sarawak. Les Ibans baignent également les nourrissons d'un jour (en particulier les bébés prématurés) dans une tisane d'écorce mature, car ils croient que cela renforce la peau.

## Source de la traduction
- (en) Cet article est partiellement ou en totalité issu de l’article de Wikipédia en anglais intitulé « Durio graveolens » (voir la liste des auteurs).